# Ludwig Dörinkel
Ludwig Dörinkel (* 29. April 1825 in Wiera; † 10. Mai 1888 ebenda) war Abgeordneter des Kurhessischen Kommunallandtages des Regierungsbezirks Kassel.

## Leben
Ludwig Dörinkel war der Sohn des Revierförsters Ludwig Dörinkel und dessen Gemahlin Maria Sophia Heinmüller. Er erhielt seine Schulausbildung zunächst durch private Lehrer und besuchte das Gymnasium Hersfeld bis zur Quarta, als er wegen der schweren Erkrankung seines Vaters den elterlichen Hof bewirtschaften musste. Neben der Landwirtschaft betrieb er eine Gastwirtschaft und wurde am 15. Oktober 1863 zum Bürgermeister in seinem Heimatort ernannt. In dieser Funktion wurde er Kandidat für den Kurhessischen Kommunallandtag des Regierungsbezirks Kassel. Bei der Wahl am 15. Oktober 1868 erhielt er 31 % der Stimmen und kam als Vertreter der Landgemeinden der Kreise Homberg und Ziegenhain in das Parlament. Hier war er von 1875 bis 1877 Mitglied des Eingabeausschusses.